# 영주 도림서당
영주 도림서당(榮州 道林書堂)은 대한민국 경상북도 영주시 이산면 두월리에 있는 서당이다. 2010년 3월 11일 경상북도의 문화재자료 제567호로 지정되었다.

## 개요
1848년에 중건하고 1872년에 이건한 서당으로, 서당골 야산 중턱에 남서향하여 자리잡고 있다. 서당은 정면 4칸 측면 2칸 규모의 팔작기와집이다. 평면은 2칸 규모의 대청을 중심으로 좌우에 온돌방 1칸씩을 연접시킨 중당협실형(中堂挾室形)인데, 대청의 전면에는 쪽마루를 설치하였으며 양측 온돌방 뒤벽에는 반침을 두었다. 가구는 종량위에 제형판대공을 세워 마룻대와 장혀를 받게 한 5량가의 소로수장집이다.
가까이는 이산서원이 위치하고 있어 이 지역의 교육기관으로서 역사적 전통을 보여주고 있다. 일제시기 근대 교육기관이 성립되었어도 강회를 계속 한 바 있고, 오늘날까지도 기록지를 정리하여 전통을 이어 온 서당으로서 전통교육기관으로서 역사적 전통을 보존할 필요가 있어 문화재자료로 지정한다.

## 참고 자료
- 영주 도림서당 - 국가유산청 국가유산포털